# اوگاساوارا سادامونه
اوگاساوارا سادامونه (به ژاپنی: 小笠原貞宗 Ogasawara Sadamune)؛ 1294 – ۱۳۵۰ (۵۵−۵۶ سال)) کوگه (اشراف درباری) در دوره نانبوکوچو اهل ژاپن بود که در نبرد اومی با نیروهای حمایت کننده از امپراتور گودایگو جنگید.